# ماتیلدا هاول
ماتیلدا هاول (به انگلیسی: Matilda Howell) ورزشکار زن رشتهٔ تیراندازی با کمان اهل کشور ایالات متحده آمریکا است. وی در بین سال‌های ‎۱۹۰۴ میلادی در مسابقات بازی‌های المپیک تابستانی در مجموع ۳ مدال طلا را کسب کرد.